# Peter Gill (Schlagzeuger)
Peter Gill (* 8. März 1964 in Liverpool) ist ein englischer Schlagzeuger, der durch die Popband Frankie Goes to Hollywood in den 1980er Jahren bekannt wurde. Gill war erst Gitarrist, wechselte aber später das Instrument, da seine Hände zu klein für die Gitarre waren. Ferner gründete er zusammen mit Paul Fishman die Band Ltd. Noise. Gills Spitzname ist Pedro oder Ped.